# Victor Hugo (Gallo)
 (octobre 2010).
Si vous disposez d'ouvrages ou d'articles de référence ou si vous connaissez des sites web de qualité traitant du thème abordé ici, merci de compléter l'article en donnant les références utiles à sa vérifiabilité et en les liant à la section « Notes et références ».
Victor Hugo est une biographie historique en deux volumes de Victor Hugo écrite par l'écrivain français Max Gallo et paru en 2001 aux éditions XO. Il s'est vendu à plus de 280 000 exemplaires.
Le premier tome porte le titre d'une citation de Victor Hugo : « Je suis une force qui va ! » ; le second porte le titre d'une autre citation de Victor Hugo : « Je serai celui-là ! » 

## Présentation: tome I
Le volume I couvre la période qui va de sa naissance en 1802 à la gloire naissante en 1843 avec cet exergue lyrique tiré d'Hernani, qui reprend la 'citation-titre' :
« Oh! par pitié pour toi, fuis! Tu me crois peut-être
Un homme comme sont tous les autres un être
Intelligent, qui court droit au but qu'il rêva !
Détrompe-toi. Je suis une force qui va !
Agent aveugle et sourd de mystères funèbres !
Une âme de malheurs faite avec des ténèbres !
Où vais-je ? Je ne sais. Mais je me sens poussé
D'un souffle impérieux, d'un destin insensé. »
Encore tout jeune homme, Victor Hugo écrivait déjà : « Je veux être Chateaubriand ou rien ! » Le premier tome montre l'enfant précoce qui écrit des poèmes puis l'adolescent et le jeune homme à travers ses écrits, dans ce XIXe siècle bouillonnant d'idées et de révolutions. Lui qui est né d'un père soldat, officier sous Napoléon 1er, et d'une mère nantaise, va devenir le chantre de la république, épousant les tourments de son époque.

## Présentation: tome II
Le volume II va des chemins de la gloire jusqu'à sa mort en 1885 qui donna lieu à un grandiose enterrement comme on en avait rarement vu à Paris. Il suit la même démarche avec un exergue tiré de Ultima Verba qui reprend la 'citation-titre' :
« Si l'on n'est plus que mille, eh bien, j'en suis ! Si même
Ils ne sont plus que cent, je brave encore Sylla ;
S'il en demeure dix, je serai le dixième ;
Et s'il n'en reste qu'un, je serai celui-là ! »
Le jeune homme s'est quelque peu assagi mais reste toujours engagé dans les causes auxquelles il croit, que ce soit la lutte contre l'injustice, contre le travail des enfants, contre la peine de mort, allant dans les prisons et même jusqu'au bagne. Il a connu aussi de grands chagrins, « Je connais la douleur, j'ai longtemps habité / Cette maison sinistre et solitaire… » la noyade de Léopoldine, la folie de son frère Eugène, un long exil dans les îles anglo-normandes. Son refus de l'Empire, il le paye au prix fort : « Quand la liberté rentrera, je rentrerai… » écrit-il, têtu et vindicatif, mais ce temps ne sera pas perdu et il écrira beaucoup pendant ces quelque vingt années, Les Châtiments, Les Contemplations, La Légende des Siècles, Les Misérables, Les Travailleurs de la mer…, avec sa famille qui s'agrandit et Juliette.

## Œuvres
Victor Hugo
- - I. : « Je suis une force qui va ! » (1802-1843), XO, 2001, Pocket, 2002, 573 p.  (ISBN 2-266-12608-3) 
  - II. : « Je serai celui-là ! » (1844-1885), XO, 2001, Pocket, 2002, 607 p.  (ISBN 2-266-12609-1)

Biographies
- Victor Hugo par Alain Decaux, éditions Perrin, 2000.